# 1147
1147 (MCXLVII) je bilo navadno leto, ki se je po julijanskem koledarju začelo na sredo.

## Dogodki

### Slovenija
- Druge križarske vojne se kot eden od voditeljev nemške skupine udeleži štajerski mejni grof  Otokar III. in mejni grof Slovenske marke Bernard Trixenški, oba iz plemiške rodbine Spanheimov.

### Druga križarska vojna
- Za drugo križarsko vojno se osnujejo tri skupine križarjev za pot proti Sveti deželi: prvo vodi nemški kralj Konrad III., drugo francoski kralj Ludvik VII.. Ti dve se odločita za pot po kopnem in se imata namen združiti v Konstantinoplu. Tretja, ki jo sestavljajo Angleži, Flamci in Normani, pluje po morju. Osnuje se še nekaj skupin, ki niso usmerjene proti Sveti deželi.

- Umrlega velikega mojstra templarjev Roberta de Craona nasledi Everard des Barres, tretji mojster po seznamu. Tega leta Everard des Barres spremlja francoskega kralja Ludvika VII. v Sveto deželo.
- 30. marec - Pred odhodom v Sveto deželo imenuje nemški kralj Konrad III. za sokralja sina Berengarja Henrika.
- 13. april - Evgen III. izda papeško bulo Divina dispensatione, s katero ugodi saksonski prošnji za križarsko vojno proti Slovanom (poganskim polabskim Vendom), ki so vztrajno zavračali pokristjanjevanje. 
  - 7. junij - Konfederacija polabskih poganskih Slovanov prehiti križarje in izvede diverzijo v Holsteinu.
  - Križarski pohod pretežno Sasov, Dancev in Poljakov je razen vzpostavitve tributa nad Vendi z vidika pokristjanjevanja večinoma neupešen.
- junij - Druga skupina francoskih križarjev (z Burgundci, Akvitanci, Savojci, Normani, Bretonci, Lorenci,...), ki jo vodi francoski kralj Ludvik VII. začne pohod iz mesta Metz.
- Bizantinski cesar Manuel I. Komnen sklene v strahu pred križarji premirje in zavezništvo s sultanom Mesudom I. iz Sultanata Rum. Zavezništvo med bizantinskim cesarjem in sultanom v križarskem taboru sproži zgražanje in še poglobi nezaupanje.
- Sicilski kralj Roger II., hudo sprt z nemškim kraljem Konradom III., malo po svoje razume križarsko vojno in napove vojno proti starim sovražnikom Bizantincem.↓
  - → Rogerjev admiral Jurij Antiohijski brez odpora zavzame od Bizanticev visoko obdavčeni Krf, nato nadaljuje s plenjenjem Atike in Evboje, v Tebah pa poplača ves trud z demontažo tekstilnih tovarn, v katerih so proizvajali svilo in vso proizvodnjo z delavci vred preseli v Palermo. V Korintu še ukrade relikvije Svetega Teodorja.
- 1. julij - Tretja skupina, ki se je po morju odpravila v Sveto deželo, se zaradi slabega vremena pridruži portugalskemu kralju Afonzu I. pri obleganju Lizbone.
- september - Prva, nemška skupina prispe v Konstantinopel. Stalnica poti in bivanja v mestu so manjši oboroženi konflikti z bizantinskimi oblastmi. Cesar Manuel I. Komnen poskuša čim prej prepeljati križarje čez Bospor. V Mali Aziji se Konrad III. odloči, da ne bo čakal na Francoze (druga skupina) in prvo skupino razdeli še na dve, eno, ki jo vodi naprej skozi Anatolijo, drugo, ki ubere priobalno pot.
- 25. oktober - 
  - Bitka pri Dorylaeumu: Seldžuki iz Sultanata Rum, ki jih vodi sultan Mesud I. hudo porazijo nemške križarje (prvo skupino), ki jih vodi kralj Konrad III.. Od 20.000 križarjev jim komaj 2.000 uspe ubežati pokolu, vključno s kraljem in njegovim mladim nečakom Friderikom Barbarosso in nadaljevati pot proti Sveti deželi.

- - Rekonkvista: portugalski kralj Afonz I. zavzame Lizbono ob pomoči tretje skupine križarjev, ki so se odločili za plovbo do Svete dežele po morju. To zavzetje je sploh edini večji uspeh druge križarske vojne. Večina križarjev iz tretje skupine ostane v Lizboni.↓
- → Portugalci to leto zavzamejo ob pomoči križarjev še mesta Palmela, Setúbal, Almada, Sintra in Santarém.↓
- → Barcelonski grof Rajmond Berengar IV., ki vodi svoj križarski pohod proti obnovljeni taifi Valenciji, zavzame trdnjavo Alguaire.↓
- oktober → Kastiljskemu kralju Alfonzu VII. uspe ob pomoči katalonskih in francoskih vitezov (s kopnega) ter genovske in pisanske mornarice osvojiti prvo muslimansko lokalno metropolo po zavzetju Toleda Almerijo. 1148 ↔
- Ostanek prve, notranje skupine nemških križarjev se v Nikeji priključi drugi, francoski skupini.
- 16. november - Seldžuki z Mesudom I. na čelu potolčejo še obalno (prvo) skupino nemških križarjev.
- 25. december - Umrlega grofa Ponthieuja Gvida II., ki je umrl med križarskim pohodom, nasledi njegov sin Ivan I.
- december - Bitka pri Menderu: druga, francoska skupina križarjev se uspešno izogne seldžuški zasedi. Seldžuki utrpijo hude izgube, vendar premalo, da bi bili bistveno oslabljeni. 1148 ↔

### Ostali dogodki
- 25. februar - Prvo poimenovanje Avstrije (lat. Austria) v eni od listin nemškega kralja Konrada III.
- 6. april - Umrlega švabskega vojvodo Frederika II. Enookega nasledi Frederik III., nečak kralja Konrada III. (vsi iz hiše Hohenstaufen).
- 31. oktober - Umrlega angleškega grofa Roberta Gloucesterskega, nezakonskega sina kralja Henrika I., nasledi njegov sin William FitzRobert.
- Angleška anarhija: strasti v državljanski vojni med angleškim kraljem Štefanom Bloiškim in dedinjo cesarico Matildo se ponovno razvnamejo. Obe strani se izogibata velikim spopadom in se osredotočita na manjša plenjenja ter obleganja, kar ekonomsko močno oslabi obe strani. Križarska vojna ponudi priložnost za začasno premirje.↓
- → Matildin štirinajstletni  sin Henrik poskusi z invazijo na Anglijo, vendar mu spotoma zmanjka denarja za najemnike. Kralj Štefan Bloiški je toliko prijazen in mu posodi denar, da se lahko skupaj z najemniki vrne domov.
- V času odsotnosti francoskega kralja Ludvika VII., ki je na križarskem pohodu, je regent opat Suger iz Saint-Denisa.

- Išak ibn Ali v brezupnem poskusu, da bi rešil Almoravidski sultanat (zdaj omejen na mesto Marakeš) umori mladoletnega nečaka in sultana Ibrahima ibn Tašfina. Istega leta ↓
- → almohadski kalif Abd al-Mu'min zavzame Marakeš in dokončno uniči Almoravide. V totalni čistki ukaže pobiti več kot 30.000 pripadnikov ali zaveznikov hiše Almoravidov.
- Almohadi nadaljujejo z zavzemanjem in priključevanjem kratkoživih muslimanskih taif v Andaluziji, ki so izkoristila šibkost Almoravidov in razglasila neodvisnost. To leto si pokorijo Seviljo, ki jo izberejo za prestolnico. 1148 ↔
- Začetek gradnje džamije Kutubije v Marakešu, Maroko.
- Italonormani pod vodstvom sicilskega kralja Rogerja II. zavzamejo Gabès v današnji Tuniziji in ga vključijo v normansko Kraljevino Afriko. 1148 ↔
- Indija, današnji Gudžarat: ustanovljena je Kneževina Kač.
- Hildegarda iz Bingna ustanovi ženski samostan Rupertsberg z dovoljenjem mainškega nadškofa Henrika I., ki je hitro postal romarsko in kulturno svetišče.
- Posvetitev bazilike San Frediano v Lucci, Toskana.
- Prva omemba Moskve v enem od pisem rostovskega kneza Jurija Golgorokega.

## Rojstva
- 9. maj - Minamoto Joritomo, japonski šogun († 1199)

Neznan datum
- Guangzong, cesar iz dinastije Južni Song († 1200)
- Haakon II., norveški kralj († 1162)
- Ibn Kudama Al-Makdisi, islamski učenjak in pravnik († 1223)
- Jošimori Vada, japonski dvornik († 1213)
- Oton II., brandenburški mejni grof († 1205)
- Raimbaut Oranjski, okcitanski trubadur († 1173)
- Štefan III., ogrski kralj († 1172)
- Taira Munemori, japonski bojevnik, japonski daimjo klana Taira († 1185)
- William Marshal, angleški plemič in regent, 1. grof Pembroke († 1219)

## Smrti
- 14. januar - Robert de Craon, 2. veliki mojster templarjev
- 6. april - Frederik II., švabski vojvoda (* 1090)
- 19. september - Igor II., kijevski veliki knez
- 31. oktober - Robert Fitzroy, angleški plemič, vojskovodja, 1. grof Gloucester (* 1100)
- 16. november - Bernard Mariborski, mejni grof Podravske krajine iz rodu Spanheimov (* 1080)
- 25. december - Gvido II., grof Ponthieuja, križar (* 1120)

Neznan datum
- Bernard Trixenški, mejni grof Slovenske marke
- Eleaonora Bloiška, grofinja Vermandoisa (* 1102)
- Ibrahim ibn Tashfin, predzadnji almoravidski kralj
- Išak ibn Ali, zadnji almoravidski kralj
- Khabul Khan, mongolski vojskovodja, Džingiskanov praded
- Komita II. iz Arboreje, sardinski vladar Arboreje